# Cum multa
A Cum multa egy enciklika, amit XIII. Leó pápa bocsátott ki 1882. december 8-án, és amelyben néhány utasítást ad a spanyol katolikusoknak. Az enciklika 20 pontot tartalmaz, amely a következő dolgokkal foglalkoznak:
- (1-2) Bevezetés.
- (3-5) A katolikusok közti egység szükségszerűsége.
- (6-9) A vallás és politika közti viszony.
- (10-11) A püspökök hatásköre és a rájuk vonatkozó feladatok.
- (12-13) A papság és a politikai pártok.
- (14) Szabályok, amelyek vezérelik a katolikus egyesületek.
- (15) A katolikus sajtó magatartásának szabályai.
- (16-20) Vége.

## Lásd még
- XIII. Leó pápa enciklikái

## Fordítás
Ez a szócikk részben vagy egészben  a   Cum multa című angol Wikipédia-szócikk ezen változatának fordításán alapul.  Az eredeti cikk szerkesztőit annak laptörténete sorolja fel. Ez a jelzés csupán a megfogalmazás eredetét és a szerzői jogokat jelzi, nem szolgál a cikkben szereplő információk forrásmegjelöléseként.